# Hugo Clason
Hugo Clason, född 2 juni 1865 i Stockholm, död 21 januari 1935 i Solna, var en svensk seglare.
Han seglade för KSSS. Han blev olympisk silvermedaljör i Stockholm 1912.